# Gumpelshofen
Gumpelshofen ist ein Gemeindeteil der Gemeinde Ohrenbach im Landkreis Ansbach (Mittelfranken, Bayern). Gumpelshofen liegt in der Gemarkung Oberscheckenbach.

## Lage
Das Dorf liegt auf offener, recht flacher Ackerflur ganz im Süden der Gemeinde. Weniger als zweihundert Meter nördlich des Ortes entsteht der Stubachsgraben, der ihn südwärts durchfließt und über den Steinbach zur Tauber entwässert.

## Geschichte
Unter Führung des französischen Generals Ezéchiel de Mélac zündeten im November 1688 französische Mordbrenner 14 Häuser an und richteten einen Schaden von mindestens 4245 Gulden an.
1800 gab es fünf Haushalte, von denen vier der Reichsstadt Rothenburg und einer dem Deutschorden untertan waren.
Mit dem Gemeindeedikt (frühes 19. Jahrhundert) wurde Gumpelshofen dem Steuerdistrikt und der Ruralgemeinde Ohrenbach zugewiesen. Spätestens 1840 wurde der Ort nach Oberscheckenbach umgemeindet. Am 1. Januar 1972 wurde der Ort im Zuge der Gebietsreform in Bayern in Ohrenbach eingegliedert.

### Einwohnerentwicklung
| Jahr      | 001818 | 001840 | 001861 | 001871 | 001885 | 001900 | 001925 | 001950 | 001961 | 001970 | 001987 |
| Einwohner | 54     | 80     | 67     | 67     | 69     | 62     | 69     | 108    | 65     | 67     | 63     |
| Häuser    | 9      | 11     |        |        | 12     | 13     | 13     | 11     | 11     |        | 12     |
| Quelle    | [ 8 ]  | [ 9 ]  | [ 10 ] | [ 11 ] | [ 12 ] | [ 13 ] | [ 14 ] | [ 15 ] | [ 16 ] | [ 17 ] | [ 1 ]  |

## Religion
Der Ort ist seit der Reformation evangelisch-lutherisch geprägt und bis heute nach St. Johannes der Täufer (Ohrenbach) gepfarrt. Die Einwohner römisch-katholischer Konfession sind nach St. Johannis (Rothenburg ob der Tauber) gepfarrt.

## Verkehr
Die Staatsstraße 2419 berührt den Ort im Osten, sie führt von Uffenheim im Norden über den Gemeindeort Oberscheckenbach und Gumpelshofen zum einen Kilometer entfernten Ort Reichelshofen in der Gemeinde Steinsfeld und weiter südwärts nach Rothenburg ob der Tauber. Einen Autobahnanschluss hat das Dorf über die auf der Straße etwa 4 km entfernte Anschlussstelle Bad Windsheim an der A 7. Zwei Kilometer weiter im Osten liegt der günstigste Bahnanschluss in Steinach bei Rothenburg ob der Tauber an den Bahnstrecken Treuchtlingen–Würzburg, Steinach–Neustadt (Aisch) und an der Stichbahn Steinach–Rothenburg.